# 3313-as mellékút (Magyarország)
A 3313-as számú mellékút egy közel húsz kilométer hosszú, négy számjegyű országos közút Borsod-Abaúj-Zemplén vármegye déli részén. Korábban Mezőcsát városát kapcsolta össze Tiszaújvárossal és a 35-ös főúttal; 2022-es állapot szerint már csak az első tíz kilométere viseli ezt az útszámot, míg folytatása (az M3-as autópálya csomópontjától északra) immár főútként számozódik, 351-es útszámmal.

## Nyomvonala
A 3307-es útból ágazik ki, annak 21+700-as kilométerszelvénye táján, Mezőcsát központjában. Kelet felé indul, kezdeti szakasza a Hősök tere nevet viseli, majd a Bajcsy-Zsilinszky utca nevet veszi fel. 500 méter után kiágazik belőle északkelet felé a 33 313-as számú mellékút – ezen Mezőcsát vasútállomásra lehet eljutni –, majdnem pontosan egy kilométer után pedig elhagyja a település lakott területét. A folytatásban kicsit délebbi irányt vesz, majd szűk fél kilométerrel ezután egy elágazáshoz ér. Az egyenesen továbbhaladó út 33 106-os számozással folytatódik – ez a 7 kilométerre fekvő Tiszakeszire vezet –, a 3313-as pedig északkeleti irányt vesz, így lép ki a város közigazgatási területéről, szinte pontosan a negyedik kilométerénél.
A folytatásban Tiszatarján területén húzódik, de a község lakott részeit elkerüli, oda csak a 3 kilométer hosszú 33 107-es számú mellékút vezet be, amely 6,2 kilométer után ágazik ki az útból. Kevéssel ezután ki is lép a településről, a 7,100-as kilométerszelvényénél már a következő falu, Hejőkürt határában jár. A község belterületén nagyjából a 8. és 9. kilométerei között halad végig, majd eléri az M3-as autópályát. A 9+650-es kilométerszelvénye táján, felüljárón halad át sztráda felett, majd kevéssel a tizedik kilométere után a Hejő folyása felett is, és közvetlenül utóbbi hídja előtt belecsatlakozik az autópálya Hejőkürt–Tiszaújváros-csomópontjának 30 535-ös számú, közös le- és felhajtó ága.
Innentől kezdve – úgy tűnik – az utat három számjegyű főúttá minősítették át, 351-es számozással, bár az országos közutak térképes nyilvántartását szolgáló kira.gov.hu oldal a lekérdezés időpontjában, 2020 májusi állapot szerint a 3313-as útszámot is feltünteti, a kilométer-számlálást pedig annak megfelelően szerepelteti. Eszerint 10,5 kilométer megtétele után az út elhalad a Lidl kiskereskedelmi üzletlánc logisztikai központja mellett, majd a 11+450-es kilométerszelvényénél egy elágazáshoz ér. Északnyugat felől a 3312-es út torkollik bele, 14,3 kilométer megtétele után, Hejőpapi irányából, kelet-délkeleti irányban pedig a 3310-es út ágazik ki, amely Oszláron keresztül Tiszapalkonyára vezet.
A kereszteződést elhagyva az út szinte azonnal elhalad Hejőkürt, Oszlár és Tiszaújváros hármashatára mellett, és innentől egy darabig a város külterületén folytatódik. 13,8 kilométer után tiszapalkonyai területre lép át, és északi irányba fordul, de a 15. kilométerénél vissza is tér tiszaújvárosi területre. Ott egy újabb elágazása következik: kelet felől visszatorkollik bele a 3310-es út, 5,3 kilométer megtételét követően, nyugat felé pedig a MOL tiszaújvárosi olajfinomítójának bejárati útja ágazik ki belőle.
Nem sokkal ezután nyugat felől egy iparvágány csatlakozik mellé, majd keresztezi az út a Tiszaújváros–Nyékládháza-vasútvonalat is, Tiszapalkonya-Erőmű vasútállomás térségében. Ezen a szakaszon mindkét oldalon ipartelepek szegélyezik: kelet felől az AES-Tisza II erőmű, nyugat felől a MOL Petrolkémia Zrt. létesítményei kísérik. Hamarosan pedig véget is ér, beletorkollva a 35-ös főút körforgalmú csomópontjába, a főút 18+600-as kilométerszelvényénél, nem messze Tiszaújváros lakott területének délkeleti szélétől.
Teljes hossza, az országos közutak térképes nyilvántartását szolgáló kira.gov.hu adatbázisa szerint, az eredeti lekérdezés időpontjában 18,259 kilométer, 2022-es állapot szerint már csak 9,990 kilométer.

## Települések az út mentén
- Mezőcsát
- (Tiszatarján)
- Hejőkürt
- (Tiszapalkonya)
- Tiszaújváros

## Története
1970-ben aszfaltozták le, eddigi utolsó felújítása 2001-2014 közt zajlott.